# Château de Saint-Marc-Jaumegarde
Le château de Saint-Marc-Jaumegarde est un château situé à Saint-Marc-Jaumegarde, dans les Bouches-du-Rhône en France. 
Le château fait l’objet d’une inscription partielle au titre des monuments historiques depuis le 30 juillet 2003.